# Parc national du Bas-Glenelg
Le parc national du Bas-Glenelg (Lower Glenelg National Park en anglais) est un parc national situé au Victoria en Australie à 323 km à l'ouest de Melbourne. Il abrite la Glenelg River et les grottes de la princesse Margaret Rose.